# Arbejdsmarkedsfonden
Arbejdsmarkedsfonden var en dansk fond under regeringen til arbejdsmarkedsformål. Den blev dannet i 1993 som et resultat af arbejdsmarkedsreformen. I 2008 blev den nedlagt og erstattet af arbejdsmarkedsbidraget.
Fonden var oprindeligt opdelt i tre. Aktiveringsfonden, Dagpengefonden og Sygedagpengefonden.[kilde mangler]